# George Oostdijk
George Oostdijk (Amsterdam, 12 november 1963 - Amsterdam, 11 juni 2022) was een Nederlands basgitarist en dj,
Hij raakte in de muziek doordat zijn vader het album Sticky Fingers van The Rolling Stones voor hem had gekocht. Hij werd bassist omdat broer Pim al gitaar bespeelde. Gedurende zijn leven maakte hij onderdeel uit van een aantal bands binnen de genres Amerikaanse rockmuziek tot punk. De te noemen bands en personen zijn Jack of Hearts (1987-1997), de band rondom Wally Tax (The Outsiders en soloalbum The Entertainer), Juicebox, The Talls, De Raggende Manne en Sixto Rodriguez. De hoeveelheid stijlen was ook terug te vinden in zijn platencollectie, die sterk wisselde; hij kocht en verkocht.
Hij trad op als dj binnen het clubcircuit (Noodlanding! en Wave Cave als ook in Paradiso. 
George Oostdijk had vanaf jongs af aan een matige gezondheid; hij had hartklachten (operatie) en nierklachten (transplantatie).
Hij overleed op 58-jarige leeftijd en werd gecremeerd. 